# Kill your friends
Kill Your Friends (Mata a tus amigos) es una película británica de suspenso y comedia negra satírica del año 2015. 
Dirigida por Owen Harris y escrita por John Niven basada en su novela de 2008 del mismo nombre. 
La película está protagonizada por Nicholas Hoult, Craig Roberts, Tom Riley y Georgia King.
El largometraje fue seleccionado para exhibirse en la sección city to City del Festival de Cine de Toronto de 2015. La película fue estrenada por StudioCanal el 6 de noviembre de 2015.

## Argumento
La película se desallora en el Londres de 1997; La industria musical británica está en una racha ganadora. Las bandas de música de britpop Blur, Oasis, Supergrass y The Verve gobiernan las ondas y Cool Britannia está en pleno apogeo. 
Steven Stelfox (Nicholas Hoult), se abre camino a través del negocio de la música, un mundo donde "nadie sabe nada" y donde las carreras se hacen y se destruyen por el azar y por gustos volubles del público general. A lo largo de la trama e impulsado por la codicia, la ambición y las drogas, Stelfox vive el sueño mientras busca su próximo disco de éxito. Pero a medida que los éxitos se agotan y la industria comienza a cambiar, Stelfox lleva el concepto de "melodías asesinas" a un nuevo nivel por salvar su carrera.

## Reparto
- Nicholas Hoult es Steven Stelfox
- James Corden es Roger Waters
- Georgia King es Rebecca
- Craig Roberts es Darren
- Jim Piddock es Derek Sommers
- Joseph Mawle es James Trellick
- Ed Skrein es Danny Rent
- Tom Riley es Tony Parker-Hall
- Ed Hogg es DC Woodham
- Rosanna Arquette es Barbara
- Moritz Bleibtreu es Rudi
- Damien Molony es Ross
- Dustin Demri-Burns es David Schneider
- Al Weaver es Bill
- Bronson Webb es Rob Hastings
- Ella Smith es Nikki
- David Avery es Fisher

## Producción
El 12 de febrero de 2014, Nicholas Hoult se unió al reparto de la película para protagonizar el papel principal como el agente musical Steven Stelfox.

### Rodaje
La fotografía principal comenzó en Londres el 10 de marzo de 2014. La película se rodó en Pinewood Studios, Londres y el Gran Londres  y se rodó durante 5 semanas. 